# U-22号潜艇 (1936年)
U-22号（德語：U 22）是纳粹德国战争海军建造的二十艘II-B型近岸潜艇（或称U艇）之一。它由基尔的日耳曼尼亚船厂承建，于1936年7月29日下水，至同年8月20日交付使用。第二次世界大战期间，该艇曾执行过七次巡逻作战，共计击沉同盟国或中立国的6艘商船、1艘军舰和2艘辅助军舰，累积总吨位为12,452吨。1940年3月27日，U-22号在北海或斯卡格拉克海峡失踪，艇内27名官兵全数推定罹难。

## 设计
II级潜艇是从一战中德意志帝国海军的UB级和UF级近岸潜艇发展而来。其外观尺寸小，造价便宜且易于生产，在很短时间内便能造好。这款艇具在设计上吸收了为芬兰海军定制的欧洲水鼬号的优点，是非常出色的训练艇。但由于它们体积较小，在海面上容易剧烈颠簸，因此也被德国人戏称为“独木舟”（Einbaum）。尽管如此，一些II级艇在训练任务与战斗行动中表现相当出色，许多II级艇的衍生型号也相继被建造出来。
U-22号是一款用于近岸水域作战的II-B型单壳体潜艇。它可视作II-A型的加长版，附加的柴油舱增加了贮油量，航程也因此得到增加。其全长42.7米，舷宽4.08米，高8.6米，并有3.9米的吃水深度。水上和水下排水量则分别为279吨和328吨，惟官方提供的标准吨位为250吨。艇只采用两台曼海姆发动机厂（MWM）生产的六缸四冲程350匹公制馬力（260千瓦特）柴油机用于水面运行，以及两台各配备36个AFA蓄电池组的180匹公制馬力（130千瓦特）西门子-舒克特（SSW）电动发电机用于水下航行；水面最高航速12節（22每小時），水下7節（13每小時）；能够在水面以8節（15每小時）航速续航3,800海里（7,000），或以4節（7.4每小時）连续在水下航行43海里（80）而无需充电。它有两个轴和两副直径为0.85米的螺旋桨，具备在80－150米的深度运行的能力，紧急下潜需时30秒。
武器装备方面，U-22号在艇艏内置有三具管径为533毫米的鱼雷发射管，呈倒三角形布置，其中左舷一具、右舷一具、底部的中线上还有一具；它们合共配备5枚G7型鱼雷，或可携带最多12枚TMA水雷。此外，该艇还搭载有一门20毫米30式高射炮作为甲板炮。其标准船员编制为3名军官及22名水兵。

## 历史
1935年2月2日，海军造舰局正式将第二批次八艘II-B型潜艇（U-17至U-24号）的建造合同发包予基尔的日耳曼尼亚船厂。但由于违反了禁止德国拥有潜艇的《凡尔赛条约》条款，U-22号直至1936年3月4日、即解除德国海军军备限制的《英德海军协定》生效后才开始铺设龙骨，同年7月29日下水，至8月20日交付使用。完成海试后，该艇作为战斗艇和前线艇被编入驻基尔的洛斯潜艇区舰队服役，自1940年1月1日U艇编制重组时又加入了同驻基尔的第1潜艇区舰队，直至1940年3月失踪。第二次世界大战期间，U-22号完成了七次巡逻，共计击沉同盟国或中立国的6艘商船、1艘军舰和2艘辅助军舰，累积总吨位为12,452吨。

### 作战巡逻
海军上尉维尔纳·温特指挥了U-22号的前两次作战巡逻。其中第一次是1939年8月26日下午17:50从梅默尔启程，在波兰战役期间前往波罗的海的伊尔别海峡和但泽湾监测航运情况，至9月9日返回基尔。第二次则是于9月27日凌晨离开基尔前往北海南部海域巡逻，但由于温特中途患病，该艇不得不提前终止行动，于9月30日抵达威廉港。在这两次巡逻中，U-22号一无所获，温特亦于10月3日交出了指挥权。
U-22号的之后五次巡逻都是在继任艇长、海军上尉卡尔-海因里希·耶尼施的指挥下进行的。其中在苏格兰东岸的第三次巡逻期间，该艇曾于1939年11月18日袭击了一支盟军护航船队。它先是于23:06向IFC船队的第二和第三艘船发射了两枚鱼雷，但均告射失。四分钟后，耶尼施又向第六艘船施射并取得命中。受害者是容积总吨为345吨的英国渔船威格莫尔号（Wigmore），它于三分钟内便在拉特里角西北约25海里（46）处沉没，船上16名船员全数罹难。1939年12月16日，U-22号于中午12:08离开威廉港执行第四次巡逻，至24日凌晨05:43分抵达基尔。在布莱斯周边为期九天的布雷行动中，弗劳恩海姆在编号为AN-5461的海军网格内共敷设了九枚水雷，造成4艘商船和2艘辅助军舰触雷沉没。
1940年1月21日，正在苏格兰东岸执行第五次巡逻的U-22号于马里湾的诺斯角东南约21海里（39）处发现了正在为商船提供护航的英国驱逐舰埃克斯茅斯号（1,475吨），遂于05:35向其发射鱼雷。鱼雷击中了驱逐舰的右舷舰艏，并在三分钟内连同全舰190名官兵一起葬身大海。约一个半小时后，无护航且中立的丹麦货船特克拉号（Tekla，1,469总吨）又在金奈尔德角西北偏北约40海里（74）被耶尼施发射的一枚鱼雷击中前部右舷船桥。爆炸造成4名船员当场死亡，两个舱门都被炸开，并造成右舷严重倾侧，最终在三分钟内沉没。该船18名船员中仅半数获救。
随后，U-22号于2月8日至25日执行了第六次巡逻，任务是伙同U-14、U-23、U-57、U-61和U-63号一起参加诺德马克行动。2月18日至20日，德国战列舰沙恩霍斯特号和格奈森瑙号、重巡洋舰希佩尔将军号号以及三艘驱逐舰对英国在挪威和英国之间的护航船队发动了一次不成功的突袭；在此期间，相关U艇被部署在设得兰群岛和奥克尼群岛的英国基地外进行侦察。U-22号于2月25日返回威廉港，结束了这次历时十八天、水面行程1,620海里（3,000）、水下行程285.5海里（528.7）但一无所获的巡逻。
1940年3月20日，耶尼施率领U-22号从威廉港启程执行第七次巡逻，从此再未返航。是次行动的任务地点是奥克尼群岛以东的北海海域，但该艇受命先行在挪威南部附近驻扎。3月27日，它又收到了前往挪威曼达尔附近为搁浅的U-21号提供协助的指示。但U-22号没有回应，此后被报道为失踪，可能已在斯卡格拉克海峡以西触雷。官方对此损失没有任何解释，惟艇内27名官兵全数推定罹难。

## 袭击历史摘要
| 日期           | 船名         | 船籍         | 吨位  | 结局         |
| -------------- | ------------ | ------------ | ----- | ------------ |
| 1939年11月18日 | 威格莫尔号   | 英国         | 345   | 击沉         |
| 1939年11月20日 | 玛尔斯号     | 瑞典         | 1,877 | 击沉（触雷） |
| 1939年12月23日 | 海豚号       | 英國皇家海軍 | 3,099 | 击沉（触雷） |
| 1939年12月25日 | 杜恩湖号     | 英國皇家海軍 | 534   | 击沉（触雷） |
| 1939年12月28日 | 汉内号       | 丹麦         | 1,080 | 击沉（触雷） |
| 1940年1月21日  | 费里希尔号   | 英国         | 1,086 | 击沉（触雷） |
| 1940年1月21日  | 埃克斯茅斯号 | 英國皇家海軍 | 1,475 | 击沉         |
| 1940年1月21日  | 特科拉号     | 丹麦         | 1,469 | 击沉（触雷） |
| 1940年1月28日  | 埃斯顿号     | 英国         | 1,487 | 击沉（触雷） |

## 脚注
1. ↑  威廉生，第6頁.
2. ↑  威廉生，第6–7頁.
3. 1 2  Gröner 1991，第39–40頁.
4. 1 2  Helgason, Guðmundur. . German U-boats of WWII - uboat.net.   [2023-11-11]. （原始内容存档于2008-10-06）.
5. 1 2  Helgason, Guðmundur. . German U-boats of WWII - uboat.net.   [2023-11-11]. （原始内容存档于2021-09-27）.
6. 1 2  Helgason, Guðmundur. . German U-boats of WWII - uboat.net.   [2023-11-11]. （原始内容存档于2022-12-01）.
7. ↑  Helgason, Guðmundur. . German U-boats of WWII - uboat.net.   [2023-11-11]. （原始内容存档于2023-01-27）.
8. ↑  Helgason, Guðmundur. . German U-boats of WWII - uboat.net.   [2023-11-11]. （原始内容存档于2023-01-27）.
9. ↑  Busch & Röll，第303頁.
10. ↑  Helgason, Guðmundur. . German U-boats of WWII - uboat.net.   [2023-11-11]. （原始内容存档于2022-12-06）.
11. ↑  Helgason, Guðmundur. . German U-boats of WWII - uboat.net.   [2023-11-11]. （原始内容存档于2023-01-27）.
12. ↑  Helgason, Guðmundur. . German U-boats of WWII - uboat.net.   [2023-11-11]. （原始内容存档于2022-10-04）.
13. ↑  Helgason, Guðmundur. . German U-boats of WWII - uboat.net.   [2023-11-11]. （原始内容存档于2022-09-26）.
14. ↑  Helgason, Guðmundur. . German U-boats of WWII - uboat.net.   [2023-11-11]. （原始内容存档于2023-01-27）.
15. ↑  Helgason, Guðmundur. . German U-boats of WWII - uboat.net.   [2023-11-11]. （原始内容存档于2023-01-27）.